# Strange Fruit
A Strange Fruit – egy amerikai dal. Szövege először versként 1937-ben jelent meg az amerikai rasszizmus elleni tiltakozásként. Kiváltó oka egy rettenetes lincselés volt. Állítólag valakik megerőszakoltak és meggyilkoltak egy fehér munkásnőt.
Az esetet soha nem bizonyították be.A metafórikus dalszöveg a fa gyümölcsét összekapcsolja a meglincselt áldozatokkal.
A vershez aztán Abel Meeropol dallamot írt és a feleségével, Laura Duncannel mutatta be.
A későbbi előadók hosszú listájáról: Nina Simone, UB40, Jeff Buckley, Robert Wyatt, Dee Dee Bridgewater, Ella Fitzgerald, Carmen McRae, Diana Ross, Cassandra Wilson, Sting, Pete Seeger, Annie Lennox, Tori Amos, Beth Hart & Joe Bonamassa,...
A mű regényeket, filmeket inspirált.

## Díj
Grammy Hall of Fame – 1978

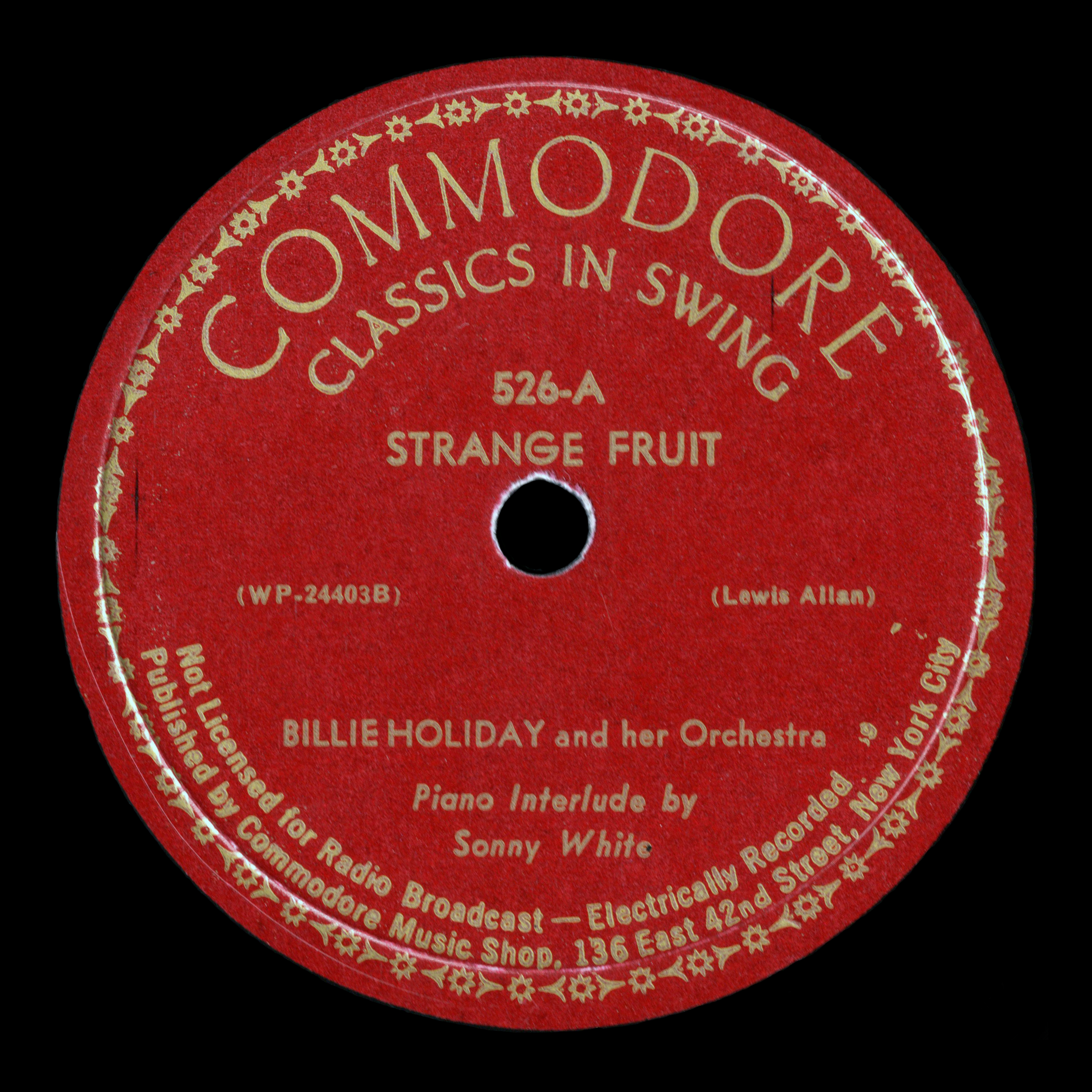

A dalt a polgárjogi mozgalmakat elindító alapműnek tartják („a declaration of war... the beginning of the civil rights movement”.)

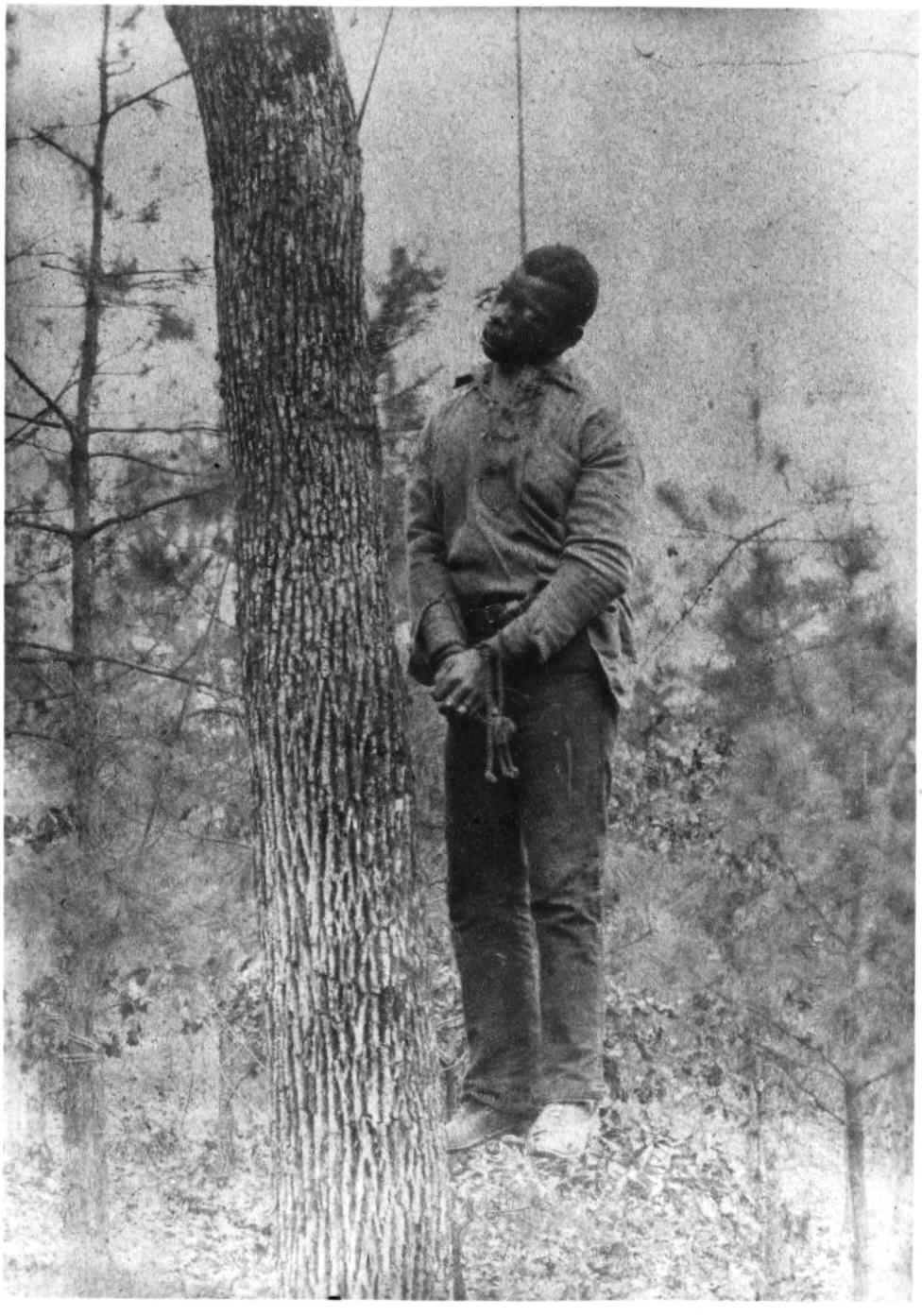

„A déli fák furcsa gyümölcsöt teremnek

Vér a leveleken

Vér a gyökereken

A déli szélben fekete testek lengenek

...

Az égő test szaga

...

Szél fujja

Nap rohasztja

Keserű gyümölcs”